# Felicity (Ohio)

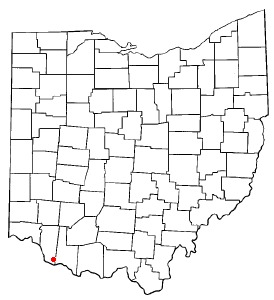
Felicity

Felicity – wieś w USA, w stanie Ohio, w hrabstwie Clermont.
Liczba mieszkańców w 2000 roku wynosiła 922.